# Halles de René
Les halles de René sont un édifice situé à René, en France.

## Localisation
Le monument est situé dans le département français de la Sarthe, dans le bourg de René.

## Historique
Les halles datent de 1533.

## Architecture
L'édifice est inscrit au titre des monuments historiques par arrêté du 8 octobre 1984.